# Bretagne Classic
La Bretagne Classic, també anomenada Bretagne Classic Ouest-France, és una cursa ciclista que es disputa a la regió francesa de la Bretanya, en un circuit pels voltants del poble de Plouay. Forma part del calendari de l'UCI World Tour i és una de les curses d'un dia més importants del calendari francès.
Es disputa des de 1931, amb l'única interrupció entre 1939 i 1944 per culpa de la Segona Guerra Mundial. Inicialment fou coneguda com a Grand-Prix de Plouay, per entre 1989 i 2015 passar a ser anomenada GP Ouest-France. Des del 2016 s'anomena Bretagne Classic Ouest-France.
El primer vencedor fou el francès François Favé. Fins a 9 ciclistes, amb dues victòries, dominen el palmarès de la cursa.

## Palmarès
| Any                                                 | Vencedor                  | Segon                       | Tercer                      |
| --------------------------------------------------- | ------------------------- | --------------------------- | --------------------------- |
| Circuit de l'Ouest                                  |                           |                             |                             |
| 1931                                                | Fañch Favé                | Pierre Le Doare             | André Godinat               |
| 1932                                                | Philippe Bono             | Paul Le Drogo               | Ferdinand Le Drogo          |
| 1933                                                | Philippe Bono             | Raymond Louviot             | Julien Grujon               |
| 1934                                                | Lucien Tulot              | Jean Keriel                 | René Durin                  |
| 1935                                                | Jean Le Dilly             | E. Le Gallo                 | Raymond Drouet              |
| 1936                                                | Pierre Cogan              | François Lucas              | Jean Le Dilly               |
| 1937                                                | Jean-Marie Goasmat        | Robert Oubron               | Amédée Fournier             |
| 1938                                                | Pierre Cloarec            | Robert Tanneveau            | Jean-Marie Goasmat          |
| 1939-1944 no disputada per la Segona Guerra Mundial |                           |                             |                             |
| 1945                                                | Éloi Tassin               | Christophe Taeron           | Georges Gouyette            |
| Tour de l'Ouest                                     |                           |                             |                             |
| 1946                                                | Ange Le Strat             | Roger Chupin                | Pierre Cogan                |
| 1947                                                | Raymond Louviot           | Albert Bourlon              | Roger Chupin                |
| 1948                                                | Éloi Tassin               | Francis Chretien            | Raymond Louviot             |
| 1949                                                | Amand Audaire             | Guy Butteux                 | René Haugustaine            |
| 1950                                                | Amand Audaire             | André Ruffet                | Germain Mercier             |
| 1951                                                | Émile Guérinel            | Guy Butteux                 | Jean Erussard               |
| 1952                                                | Émile Guérinel            | François Mahé               | Jean Bobet                  |
| 1953                                                | Serge Blusson             | Louis Gillet                | Raymond Scardin             |
| 1954                                                | Ugo Anzile                | Jean Le Guilly              | Jean Cadras                 |
| 1955                                                | Jean-Jacques Petitjean    | Jacques Dupont              | Joseph Le Cadet             |
| 1956                                                | Valentin Huot             | René Fournier               | Joseph Morvan               |
| 1957                                                | Isaac Vitré               | Joseph Morvan               | Joseph Groussard            |
| 1958                                                | Jean Gainche              | André Ruffet                | Joseph Thomin Fernand Picot |
| 1959                                                | Emmanuel Crenn            | Jean Gainche                | Félix Lebuhotel             |
| 1960                                                | Hubert Ferrer             | André Foucher               | Joseph Velly                |
| Circuit de l'Aulne                                  |                           |                             |                             |
| 1961                                                | Fernand Picot             | Emile Le Bigaut             | Max Bléneau                 |
| 1962                                                | Jean Gainche              | Georges Groussard           | Joseph Morvan               |
| 1963                                                | Fernand Picot             | Pierre Le Mellec            | Fernand Delort              |
| 1964                                                | Jean Bourlès              | Hubert Ferrer               | Jean Gainche                |
| 1965                                                | François Goasduff         | Hubert Niel                 | Jean-Louis Jagueneau        |
| Grand-Prix de Plouay                                |                           |                             |                             |
| 1966                                                | Claude Mazeaud            | Jean Bourlès                | Pierre Le Mellec            |
| 1967                                                | François Hamon            | Georges Chappe              | Maurice Morin               |
| 1968                                                | Jean Jourden              | Jean-Claude Lebaube         | André Zimmermann            |
| 1969                                                | Jean Jourden              | François Goasduff           | Léon-Paul Ménard            |
| 1970                                                | Gianni Marcarini          | Robert Bouloux              | Roland Berland              |
| 1971                                                | Jean-Pierre Danguillaume  | Jacques Gestraud            | Raymond Delisle             |
| 1972                                                | Robert Bouloux            | Gérard Besnard              | Enzo Mattioda               |
| 1973                                                | Jean-Claude Largeau       | Gilbert Bellone             | Guy Sibille                 |
| 1974                                                | Raymond Martin            | Jacques Botherel            | Claude Aigueparses          |
| 1975                                                | Cyrille Guimard           | Jean-Louis Danguillaume     | Guy Santy                   |
| 1976                                                | Jacques Bossis            | Patrick Perret              | Pierre-Raymond Villemiane   |
| 1977                                                | Jacques Bossis            | Roger Legeay                | Christian Seznec            |
| 1978                                                | Pierre-Raymond Villemiane | Joop Zoetemelk              | Marcel Tinazzi              |
| 1979                                                | Frits Pirard              | Jean Chassang               | Yvon Bertin                 |
| 1980                                                | Patrick Friou             | Jacques Bossis              | Bernard Becaas              |
| 1981                                                | Gilbert Duclos-Lassalle   | Dominique Arnaud            | Raymond Martin              |
| 1982                                                | Francis Castaing          | Régis Clère                 | Didier Vanoverschelde       |
| 1983                                                | Pierre Bazzo              | Marc Madiot                 | Stephen Roche               |
| 1984                                                | Sean Kelly                | Frédéric Vichot             | Éric Caritoux               |
| 1985                                                | Éric Guyot                | Rudy Matthijs               | Marc Madiot                 |
| 1986                                                | Martial Gayant            | Sean Kelly                  | Søren Lilholt               |
| 1987                                                | Gilbert Duclos-Lassalle   | Jean-Claude Bagot           | Frédéric Brun               |
| 1988                                                | Luc Leblanc               | Charly Mottet               | Patrice Esnault             |
| 1989                                                | Jean-Claude Colotti       | Bruno Cornillet             | Gilles Delion               |
| 1990                                                | Bruno Cornillet           | Martial Gayant              | Thomas Wegmüller            |
| 1991                                                | Armand de Las Cuevas      | Andreas Kappes              | Miguel Arroyo Rosales       |
| 1992                                                | Ronan Pensec              | Serge Baguet                | Thierry Claveyrolat         |
| 1993                                                | Thierry Claveyrolat       | Jean-François Bernard       | Thierry Laurent             |
| 1994                                                | Andrei Txmil              | Richard Virenque            | Jens Heppner                |
| 1995                                                | Rolf Järmann              | Laurent Madouas             | Christian Henn              |
| 1996                                                | Frank Vandenbroucke       | Laurent Brochard            | Andrei Txmil                |
| 1997                                                | Andrea Ferrigato          | Sergio Barbero              | Christopher Horner          |
| 1998                                                | Pascal Hervé              | Ludo Dierckxsens            | Stéphane Heulot             |
| 1999                                                | Christophe Mengin         | Markus Zberg                | Serguei Ivanov              |
| 2000                                                | Michele Bartoli           | Nico Mattan                 | Walter Bénéteau             |
| 2001                                                | Nico Mattan               | Patrice Halgand             | Patrick Jonker              |
| 2002                                                | Jeremy Hunt               | Stuart O'Grady              | Baden Cooke                 |
| 2003                                                | Andy Flickinger           | Anthony Geslin              | Nicolas Jalabert            |
| 2004                                                | Didier Rous               | Serge Baguet                | Guido Trentin               |
| 2005                                                | George Hincapie           | Aliaksandr Vússau           | Davide Rebellin             |
| 2006                                                | Vincenzo Nibali           | Joan Antoni Flecha Giannoni | Manuele Mori                |
| 2007                                                | Thomas Voeckler           | Thor Hushovd                | Danilo Di Luca              |
| 2008                                                | Pierrick Fédrigo          | Alessandro Ballan           | David López García          |
| 2009                                                | Simon Gerrans             | Pierrick Fédrigo            | Paul Martens                |
| 2010                                                | Matthew Harley Goss       | Tyler Farrar                | Yoann Offredo               |
| 2011                                                | Grega Bole                | Simon Gerrans               | Thomas Voeckler             |
| 2012                                                | Edvald Boasson Hagen      | Rui Alberto Faria da Costa  | Heinrich Haussler           |
| 2013                                                | Filippo Pozzato           | Giacomo Nizzolo             | Samuel Dumoulin             |
| 2014                                                | Sylvain Chavanel          | Andrea Fedi                 | Arthur Vichot               |
| 2015                                                | Alexander Kristoff        | Simone Ponzi                | Ramūnas Navardauskas        |
| Bretagne Classic-Ouest-France                       |                           |                             |                             |
| 2016                                                | Oliver Naesen             | Alberto Bettiol             | Alexander Kristoff          |
| 2017                                                | Elia Viviani              | Alexander Kristoff          | Sonny Colbrelli             |
| 2018                                                | Oliver Naesen             | Michael Valgren Andersen    | Tim Wellens                 |
| 2019                                                | Sep Vanmarcke             | Tiesj Benoot                | Jack Haig                   |
| 2020                                                | Michael Matthews          | Luka Mezgec                 | Florian Sénéchal            |
| 2021                                                | Benoît Cosnefroy          | Julian Alaphilippe          | Mikkel Frølich Honoré       |
| 2022                                                | Wout van Aert             | Axel Laurance               | Alexander Kamp              |
| 2023                                                | Valentin Madouas          | Mathieu Burgaudeau          | Felix Großschartner         |
| 2024                                                | Marc Hirschi              | Paul Magnier                | Magnus Cort Nielsen         |